# Gaetano Argento
Gaetano Argento (Cosenza, 28 dicembre 1661 – Napoli, 10 giugno 1730) è stato un giurista e magistrato italiano.

## Biografia
Nacque a Cosenza da una famiglia proveniente dalla vicina località di Rose. Fece i suoi studi a Cosenza, in un ambiente intellettuale gravitante sull'Accademia Cosentina. Si trasferì a Napoli e cominciò a fare pratica forense dapprima nello studio del giureconsulto C. Susanna, successivamente in quello prestigioso di Serafino Biscardi, dove gli fu collega Gian Vincenzo Gravina. Sebbene fosse carente di doti oratorie, aveva una vasta ed approfondita cultura giuridica. Il suo prestigio personale aumentò quando divenne avvocato di Ferdinando de Alarcón y Mendoza. Nel 1695 ereditò lo studio del Biscardi, divenuto fiscale della Regia Camera
; nel suo studio fecero pratica Vico e Pietro Giannone. 
Dal 1707 fu consigliere del Sacro Regio Consiglio e dal 1708 reggente del Consiglio collaterale, fino ad essere elevato presidente del Regio Consiglio nel 1714. Fu autore del De re beneficiaria (1709) e di varie Consulte.
Fu sepolto nella chiesa di San Giovanni a Carbonara dove, tra il 1730 e il 1733, fu posto il suo monumento funebre, scolpito da Francesco Pagano: il giureconsulto fu ritratto inginocchiato, secondo il progetto di Ferdinando Sanfelice.

## Opere
- Ragioni del Principe di Avellino e Collegio di Napoli contro il Collegio de' Medici di Salerno (fine del 1600)
- Ragioni per l'illustre Principe di Santo Buono contro il Regio Fisco, colle quali s'esclude la pretesa devoluzione della Terra d'Agnano (Napoli, 1697)
- Consulte
- De re beneficiaria dissertationes tres vbi Caroli III Austrii Hisp. regis ... edictum quo fructuum capionem in sacerdotiis externorum, & vagantium clericorum jubet, tum summo, tum optimo jure, recte, atque ordine factum, demonstratur (1708)
- Libro di atti amministrativi fatti da Gaetano Argento presidente del Consiglio del Regno di Napoli  (1708)
- Auroræ Sanseverinæ, Hypatio Paladino, ad dynastis Neapolitani Regni augustissimi Leopoldi archiducis natalem diem celebrantibus. Gratulatio Cajetano Argento regis a latere amplissimo consiliario ac supremi Sanctae Clarae Senatus clarissimo Napoli, typis Felicis Mosca, 1716)
- Ragioni del Regno di Napoli per mezzo delle quali chiaramente si dimostra che le commende, badie e priorati, che la sacra religione di Malta ha nel Regno stesso non si debbano conferire, se non se a, cavalieri religiosi nazionali (Napoli, 1716)